# ماتيلدا ستوريدج
ماتيلدا ستوريدج (بالإنجليزية: Matilda Sturridge)‏ هي ممثلة بريطانية، ولدت في 1 مايو 1988 في لندن في المملكة المتحدة.

## وصلات خارجية
- ماتيلدا ستوريدج على موقع IMDb (الإنجليزية)
- ماتيلدا ستوريدج على موقع قاعدة بيانات الفيلم (الإنجليزية)